# Bahnhof Samani
Der Bahnhof Samani (jap. 様似駅, Samani-eki) ist ein ehemaliger Bahnhof auf der japanischen Insel Hokkaidō. Er befindet sich in der Unterpräfektur Hidaka auf dem Gebiet der Stadt Samani und war von 1937 bis 2015 in Betrieb.

## Beschreibung

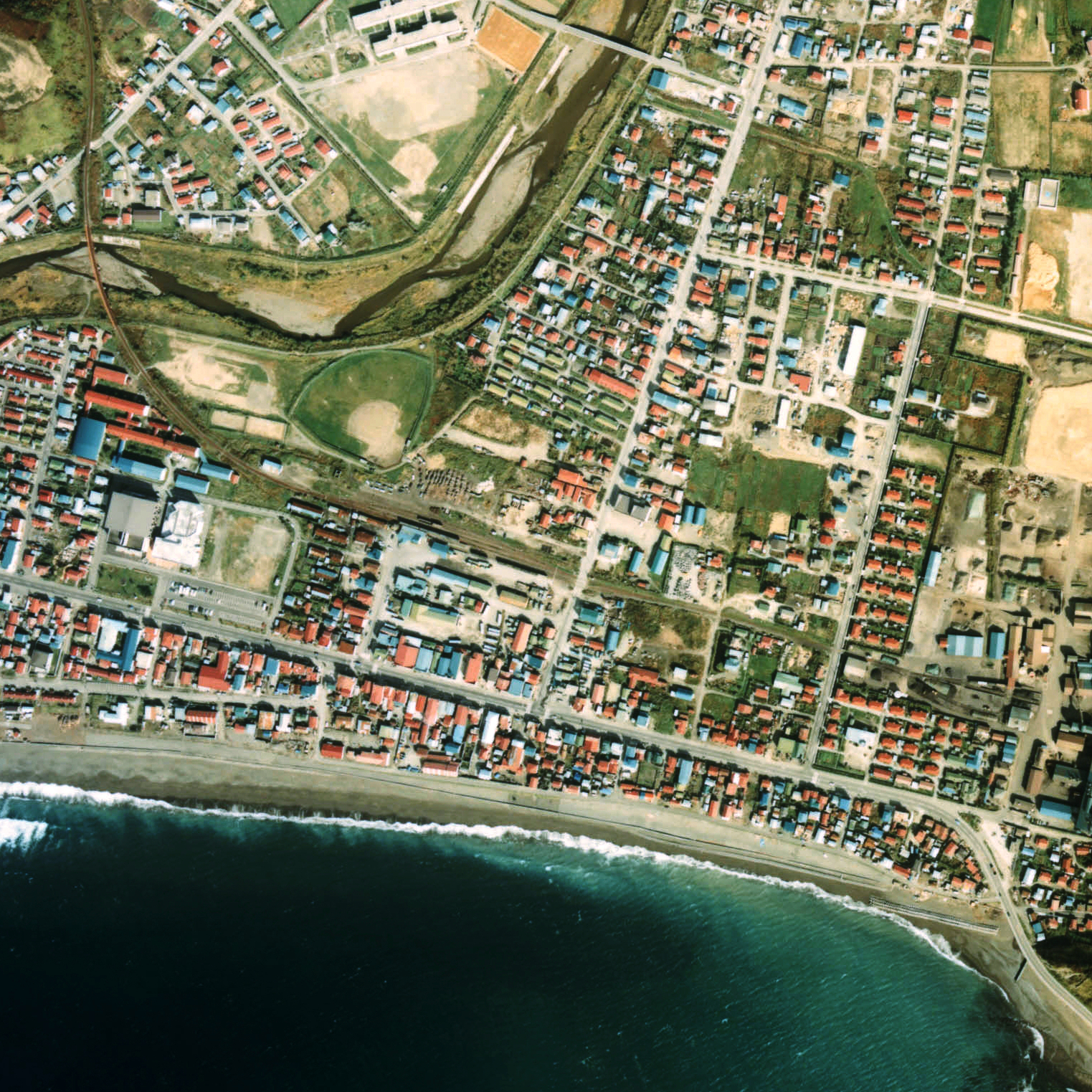
Luftansicht (1978)

Samani war ein Kopfbahnhof am südöstlichen Ende der Hidaka-Hauptlinie. Diese führte von Tomakomai bis hierher und wurde von der Bahngesellschaft JR Hokkaido betrieben. Die Anlage ist von Westen nach Osten ausgerichtet; sie umfasst zwei Stumpfgleise und parallel dazu ein Empfangsgebäude an der Südseite. Die an einen Durchgangsbahnhof erinnernde Form geht auf nie verwirklichte Pläne zurück, die Bahnstrecke über Samani hinaus zu verlängern. Das Empfangsgebäude beherbergt ein Touristeninformationszentrum. Auf dem Bahnhofsvorplatz befindet sich eine Bushaltestelle der Gesellschaft JR Hokkaido Bus (Schienenersatzverkehr nach Mukawa und Linienbus nach Hiroo).

## Geschichte

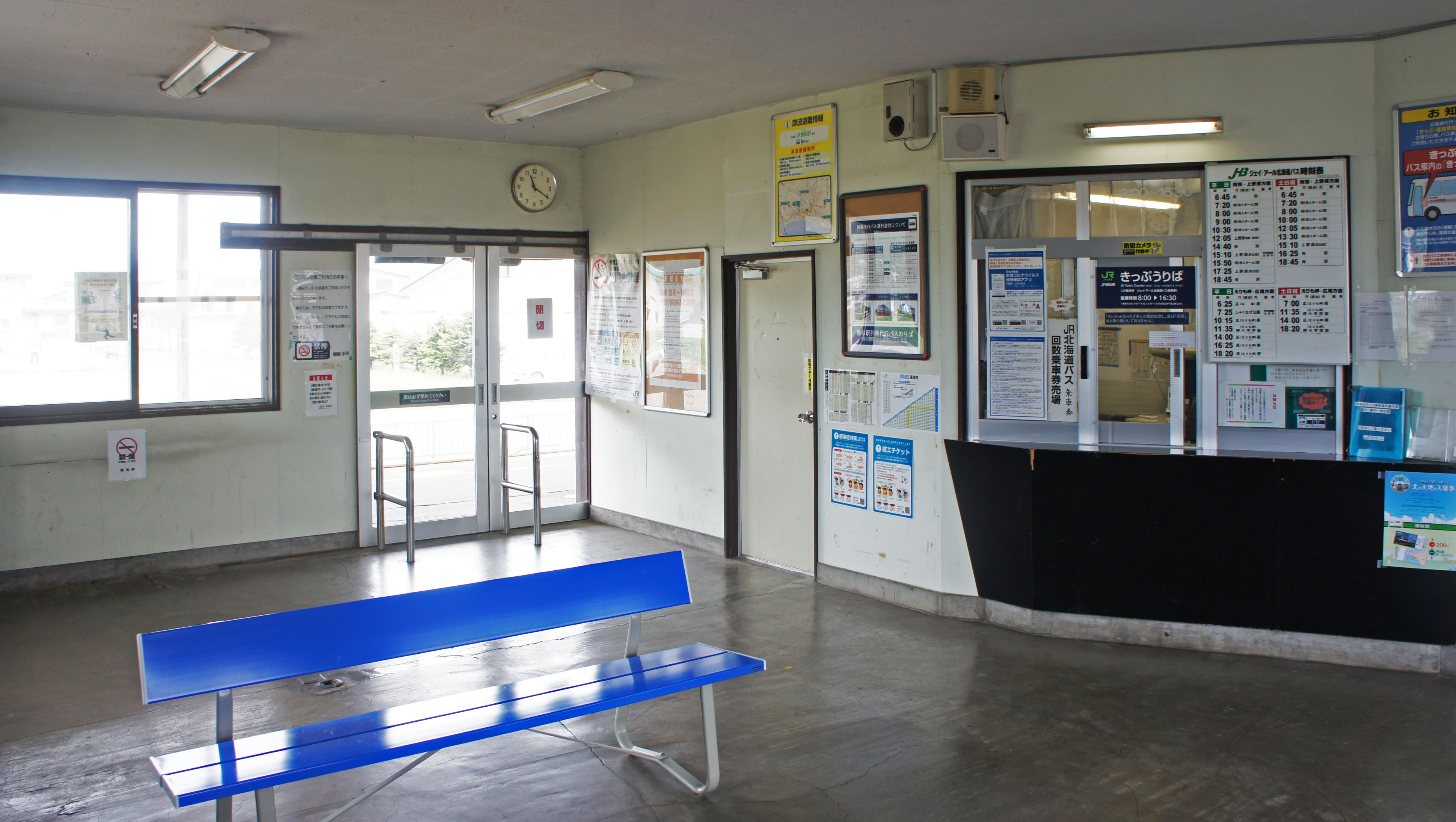
Wartesaal (Juli 2020)

Das Eisenbahnministerium eröffnete am 10. August 1937 den letzten Abschnitt der Hidaka-Hauptlinie zwischen Urakawa und Samani. Gemäß dem im Anhang des revidierten Eisenbahnbaugesetzes von 1922 enthaltenen Projekt 133 sollte die Strecke von Samani über Kap Erimo bis nach Hiroo führen, wo sie auf die im Jahr 1929 eröffnete Hiroo-Linie nach Obihiro treffen würde. Die Strecke wurde jedoch aufgrund mangelnder Nachfrage nie gebaut.
Von 1959 bis 1986 bot die Japanische Staatsbahn Schnellzüge von Samani nach Sapporo an. Sie stellte am 15. Dezember 1982 den Güterumschlag ein, am 1. Februar 1984 auch die Gepäckaufgabe. Im Rahmen der Staatsbahnprivatisierung ging der Bahnhof am 1. April 1987 in den Besitz der neuen Gesellschaft JR Hokkaido über. Ab 8. Januar 2015 war die Hidaka-Hauptlinie zwischen Mukawa und Samani außer Betrieb, nachdem starke Flutwellen das Gleisbett unterspült und die Schäden die Strecke unpassierbar gemacht hatten. Nach langwierigen Verhandlungen kamen JR Hokkaido und die Gemeinden entlang der Strecke überein, den beschädigten Streckenabschnitt Mukawa–Samani nicht wiederaufzubauen und den Schienenersatzverkehr in eine reguläre Buslinie umzuwandeln. Formell stillgelegt wurde der Bahnhof am 1. April 2021.